# Whitefield (Greater Manchester)
Whitefield is een plaats in het bestuurlijke gebied Bury, in het Engelse graafschap Greater Manchester. De plaats telt 23.284 inwoners.

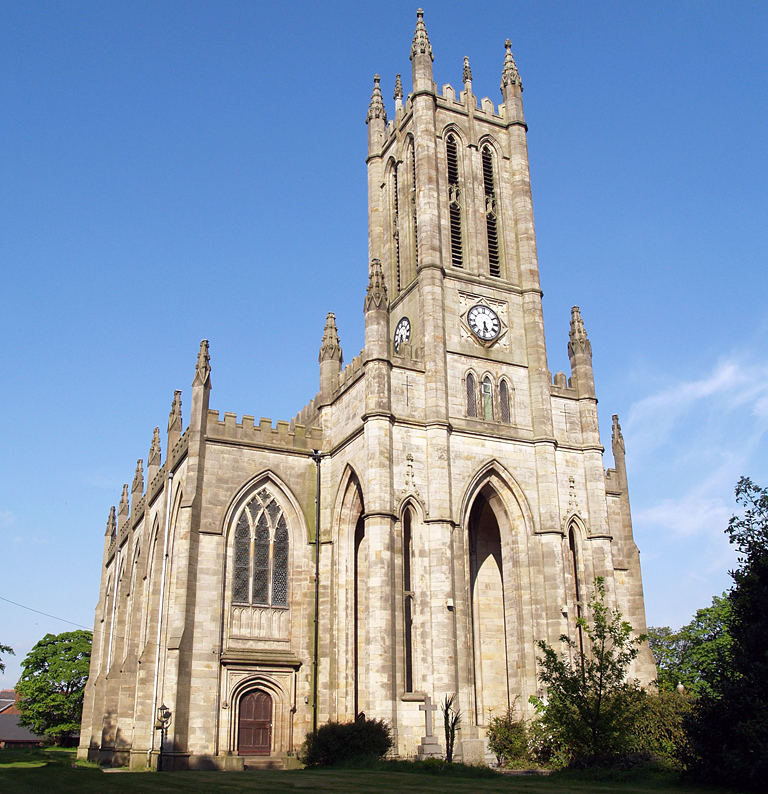
All Saints
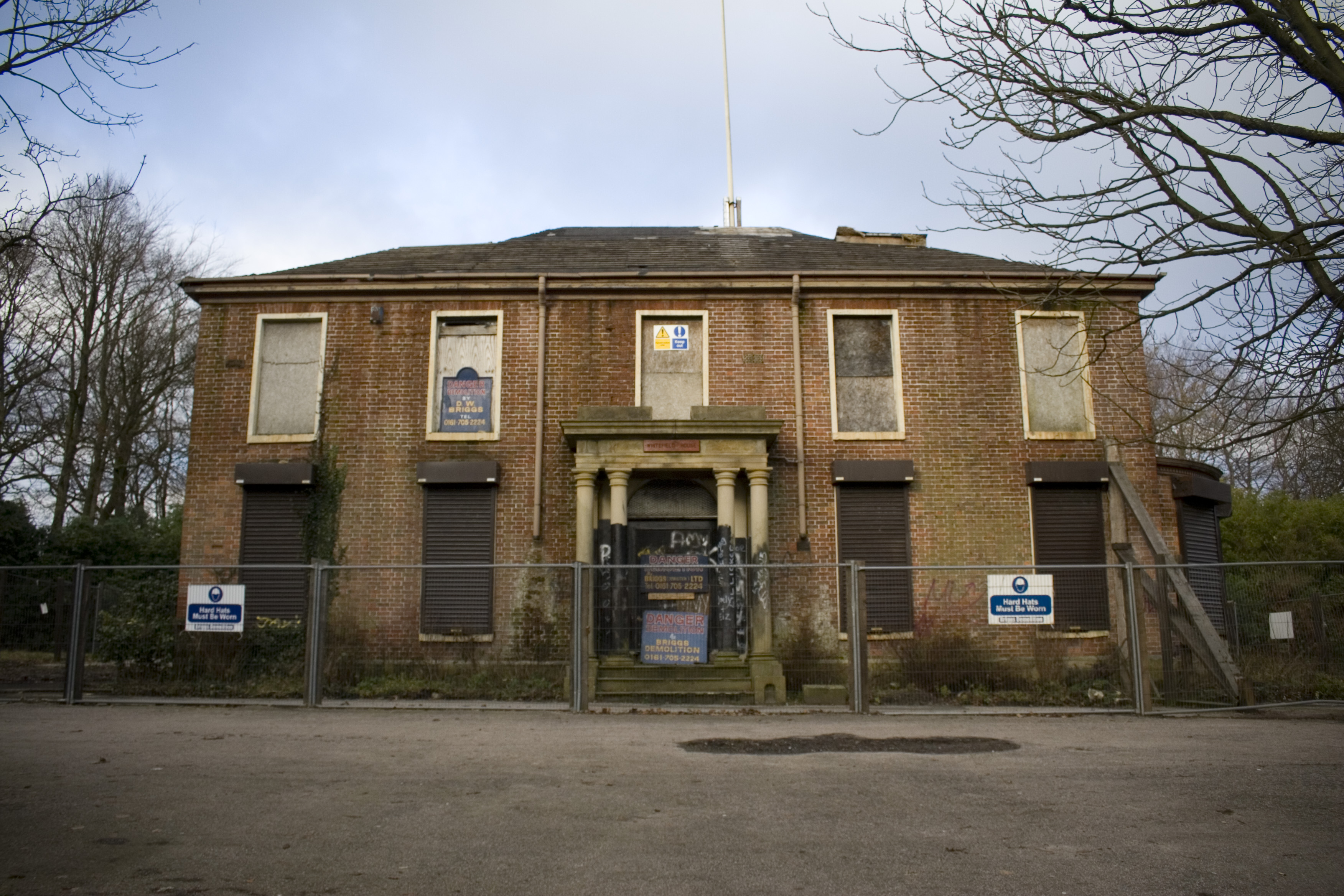
Gemeentehuis
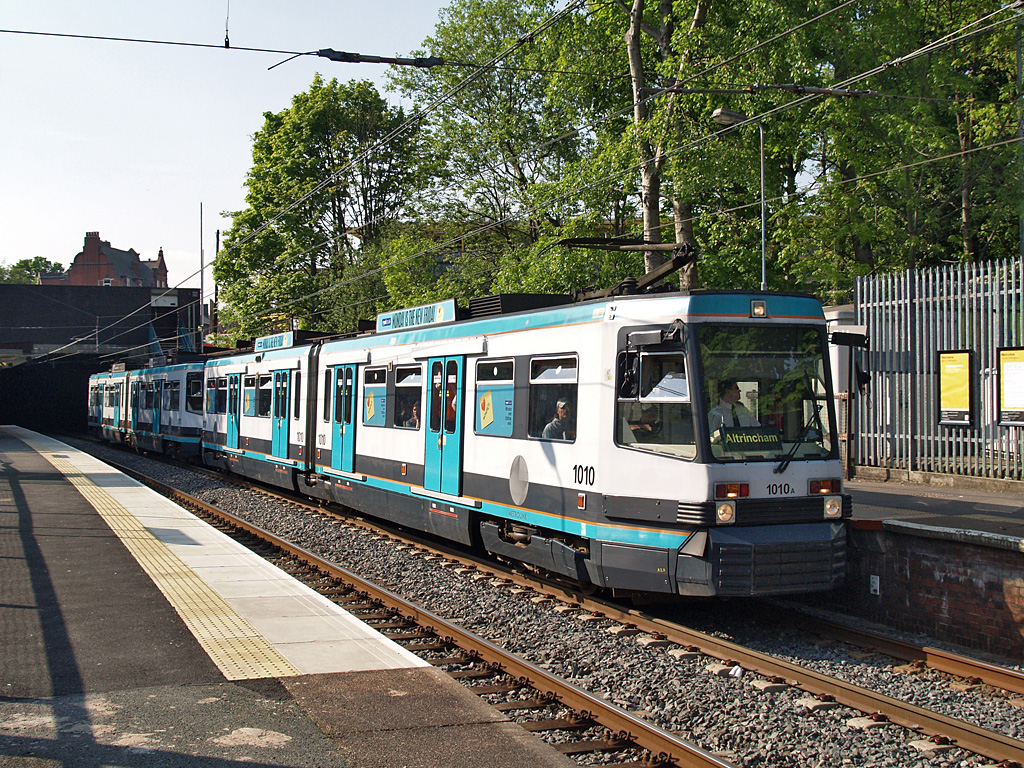
Station